# Lipocosma sabulalis
Lipocosma sabulalis là một loài bướm đêm trong họ Crambidae.